# Léon Compère

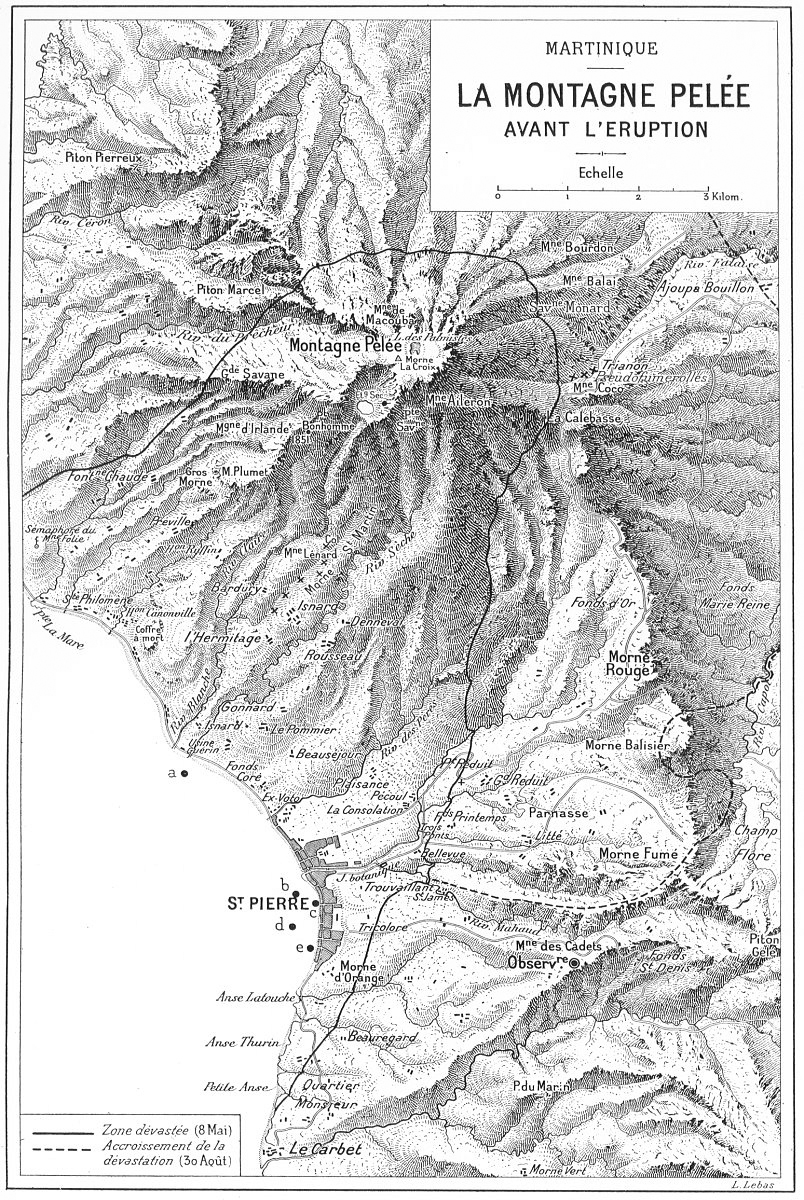
Mapa de Saint-Pierre em 1902. León Compére se refugiou na sua sapataria, localizada na Place Bertin, próximo à Anse Thurin (área meridional da cidade).

Léon Compère, também conhecido como Léandre, (Saint-Pierre, 1874 -1936) foi, junto com Louis-Auguste Cyparis e  Havivra Da Ifrile, um dos poucos sobreviventes da erupção do Monte Pelée em 1902 .

## Biografia
Léon Compère era sapateiro em Saint-Pierre, na Martinica . Ele morava ao pé da Morne Abel, em uma casa localizada na esquina do boulevard com a rue de la Fontaine .
Ele é apresentado como descendente de um condenado deportado da França continental. Segundo os depoimentos, ele era europeu ou mestiço.
Vendo por vários dias as fumarolas escapando do Monte Pelée, ele se refugiou no porão de sua sapataria, na praça Bertin em Saint-Pierre. Ele sobreviveu, mas teve queimaduras nos braços, pernas e peito. 

## Sobrevivente de três catástrofes
Após a erupção, as equipes de resgate o encontraram enlouquecido entre as ruínas de St. Pierre e o enviaram para um hospital improvisado na cidade de Fort-de-France, onde foi diagnosticado com demência. Aparentemente, isso se deveu apenas ao choque, pois alguns dias depois ele foi nomeado policial, deram-lhe uma arma e fora enviado às ruínas da capital para protegê-las contra saqueadores. Depois de cumprir uma semana de tal serviço, ele renunciou em 20 de maio de 1902 e escapou do fluxo piroclástico da uma segunda erupção, ao qual também sobreviveu.
Compère, após este fato, se estabeleceu em Morne Rouge, na encosta oposta do Pelée, a tempo de passar por uma terceira explosão piroclástica, em 30 de maio, que também destruiu a cidade. Pela terceira vez, ele se tornou um dos poucos sobreviventes.

## Testemunho de Compère
Compére escreveu um relato impressionante da erupção. Parte dele diz:
"Senti um vento terrível soprar, a terra começou a tremer e o céu de repente escureceu. Tentei me virar e me refugiar em minha casa. Com muita dificuldade subi os três ou quatro degraus que me separavam de meu quarto, e senti meus braços, pernas e o corpo queimando. Caí sobre a mesa. Nesse momento, quatro pessoas também procuraram abrigo em meu quarto, gritando desesperadamente e chorando de dor, embora suas roupas não mostrassem sinais de contato com o fogo. Após cerca de dez minutos, uma dessas pessoas, a menina de dez anos dos Delavauds, caiu morta; os outros saíram. Levantei-me e fui para outra sala, onde encontrei Delavaud, o pai da menina , ainda vestido e deitado na cama, morto. Estava roxo e inchado, mas suas roupas estavam intactas. Enlouquecido e desesperado, me joguei na cama, inerte e esperando a morte. Me recuperei em talvez uma hora, quando percebi que o teto estava pegando fogo. Ainda com alguma força, com as pernas sangrando e cobertas de queimaduras, corri para Fonds-Saint-Denis, a seis quilômetros de St. Pierre.”
Apesar do vulcão, continuou a viver na ilha até à sua morte em 1936, em consequência dos ferimentos sofridos numa queda.

## Referência
1. 1 2  «Léon Compère, survivant de l'éruption du 8 mai 1902 - Ma vie de Nantillaise ....Entre Nantes et les Antilles». http://sandycarros.canalblog.com. 14 de novembro de 2009. Consultado em 31 de janeiro de 2018
2. 1 2  Pellegrino, Charles: Unearthing Atlantis, pág. 299. Random House, New York, 1991. ISBN 0-394-57550-4
3. ↑  SDSU: Eruption of Mount Pelée.